# Campeonato Salvadoreño de Fútbol de 1938
El Campeonato Salvadoreño de Fútbol de 1938 fue la sexta temporada de la primera división del fútbol salvadoreño. El Club Deportivo 33 fue el campeón de la temporada, el segundo título del club.

## Clubes participantes
| Equipo           | Método de calificación          |
| ---------------- | ------------------------------- |
| C.D. 33          | Campeones de la Zona Central    |
| Maya             | Subcampeones de la Zona Central |
| Ferrocarril      | Campeones de la zona oeste      |
| CD Internacional | Campeones de la Zona Este       |

## Torneo

### Semifinales
| 6 de noviembre de 1938 | Maya | 3–1 | Ferrocarril | Estadio Nacional Flor Blanca, |  |

| 6 de noviembre de1938 | C.D. 33 | 4–1 | C.D. Internacional | Estadio Nacional Flor Blanca, |  |

### Partido por el tercer puesto
| 11 de diciembre de 1938 | C.D. Internacional | 3–2 | Ferrocarril | Estadio Nacional Flor Blanca, |  |

### Final
| 11 de diciembre de 1938 | C.D. 33 | 10–3 | Maya | Estadio Nacional Flor Blanca, |  |

|  | Semifinales               | Semifinales               |   |                            | Final                      | Final |  |
|  |                           |                           |   |                            |                            |       |  |
|  |                           |                           |   |                            |                            |       |  |
|  | 6 November – San Salvador |                           |   |                            |                            |       |  |
|  | C.D. 33                   | 4                         |   |                            |                            |       |  |
|  | C.D. Internacional        | 1                         |   |                            |                            |       |  |
|  |                           |                           |   |                            |                            |       |  |
|  |                           |                           |   |                            | 11 December – San Salvador |       |  |
|  |                           |                           |   |                            | C.D. 33                    | 10    |  |
|  |                           | Maya                      | 3 |                            |                            |       |  |
|  |                           |                           |   |                            |                            |       |  |
|  |                           |                           |   |                            |                            |       |  |
|  |                           |                           |   |                            | Tercer lugar               |       |  |
|  | 6 November – San Salvador | 6 November – San Salvador |   | 11 December – San Salvador | 11 December – San Salvador |       |  |
|  | Maya                      | 3                         |   | C.D. Internacional         | 3                          |       |  |
|  | Ferrocarril               | 1                         |   |                            | Ferrocarril                | 2     |  |